# Observatori Reial de Greenwich

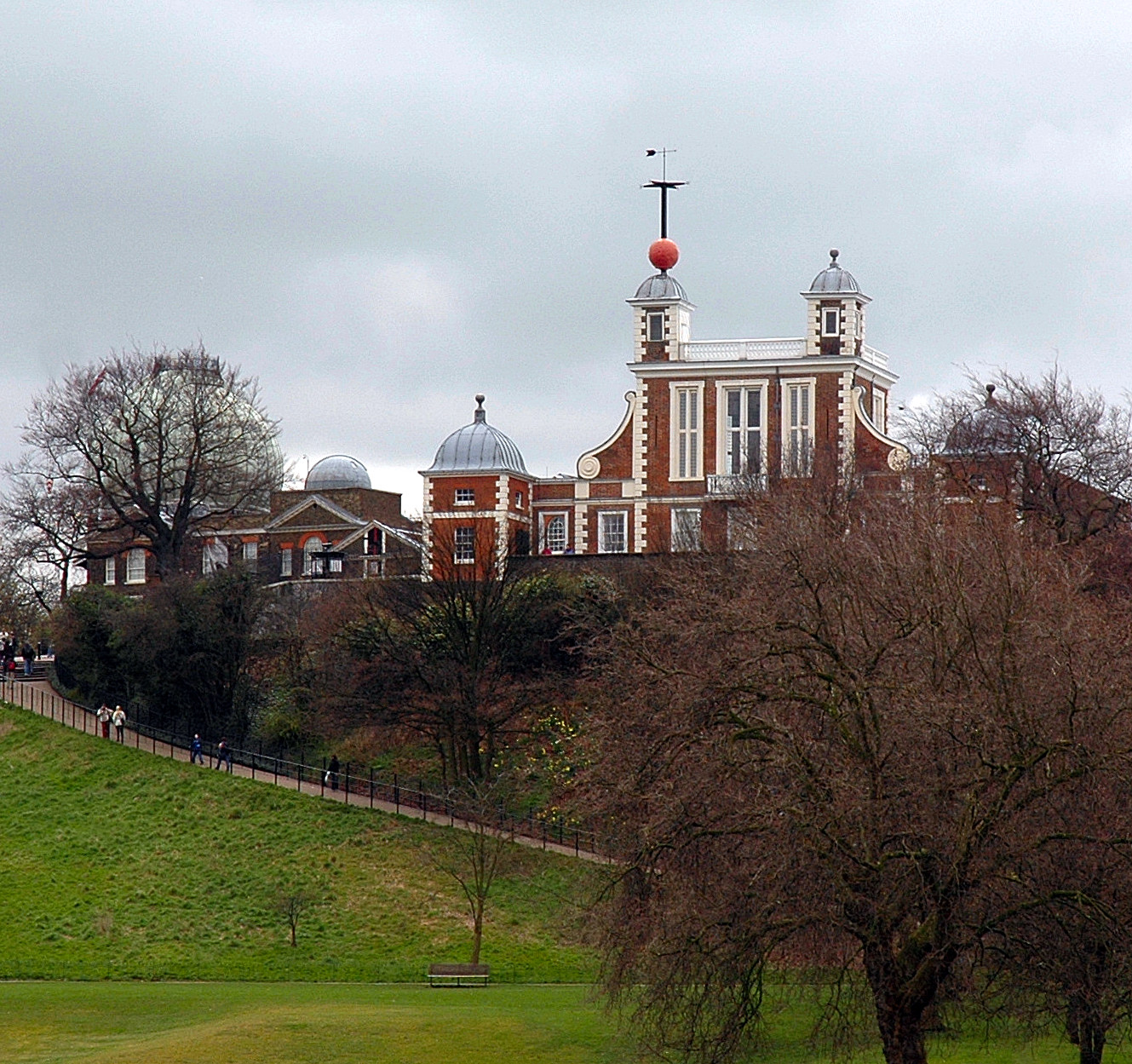
L'Observatori Reial

L'Observatori Reial de Greenwich, localitzat a la ciutat de Greenwich, Anglaterra, suburbi de Londres, (abans oficialment, l'Observatori Reial de Greenwich) és un observatori astronòmic, la construcció del qual fou comissionada el 1675 pel rei Carles II d'Anglaterra; la primera pedra es col·locà el 10 d'agost. El rei també creà el càrrec d'"astrònom reial", director de l'observatori que s'hauria de dedicar a la "diligència i cura més exacta amb la rectificació de les taules dels moviments del cels i els llocs dels estels fixos per tal de trobar la molt desitjada longitud dels llocs per a perfeccionar l'art de la navegació".
A causa de la contaminació ambiental de la ciutat de Londres així com la il·luminació nocturna que dificultaven les observacions, es traslladà al Castell d'Herstmonceux, tot i que encara es continua prenent com a origen dels meridians l'emplaçament original de l'observatori. En l'actualitat és un museu d'eines i artefactes de navegació, d'astronomia i rellotgeria, entre els quals, els cronòmetres H1 a l'H4 de John Harrison. El febrer del 2005, l'observatori ha començat a ser remodelat, i tindrà un nou planetari, galeries d'exposició suplementàries i equip educatiu.

## Cronologia de l'Observatori
- 1675 Es funda el  Royal Observatory of Greenwich  per ordre del rei Carles II de Gran Bretanya, sent nomenat John Flamsteed el seu primer director, tot i la falta de fons, Flamsteed construeix edificis i instal·la dos telescopis (de la seva pròpia pecúnia).
- 1712 Es publica el primer mapa precís del cel per part d'Edmund Halley, sense permís de Flamsteed, enfurismat, l'astrònom reial crema quants exemplars aconsegueix trobar o comprar.
- 1725 Pòstumament l'esposa de Flamsteed publica el catàleg d'estrelles del seu marit, una obra que tabula la posició de 3.000 estrelles de l'hemisferi nord en tres volums.
- 1924 GTS (senyals horaris de temps), la primera emissió va ser el 5 de febrer.
- 1948 El Royal Astronomer es trasllada a Herstmonceux.[2]
- 1957 El Royal Observatory completa el seu trasllat i comença a denominar-se Royal Greenwich Observatory (RGO). L'edifici de Greenwich passa anomenar-se  Old Royal Observatory  (Vell observatori reial ).
- 1990 El Royal Observatory es trasllada a la Universitat de Cambridge.
- 1998 L'observatori de Cambridge tanca i l'edifici de Greenwich torna a ser el Royal Observatory, formant part del National Maritime Museum.